# Libro d'arte

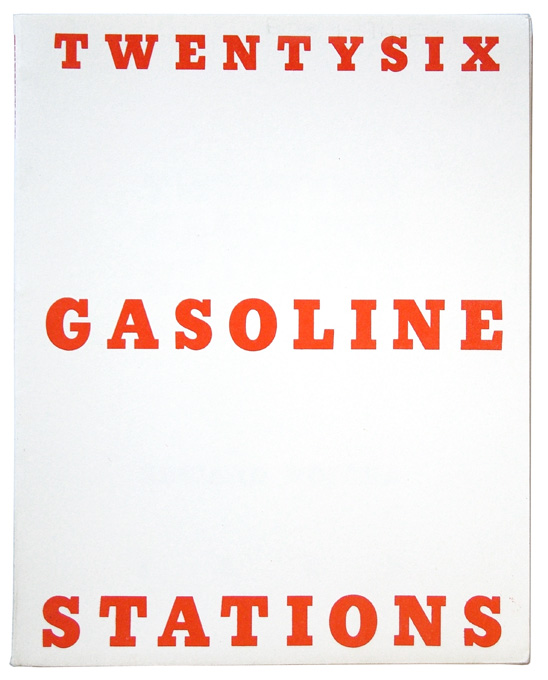
Twentysix Gasoline Stations, 1963 di Edward Ruscha

Il libro d'artista è un lavoro artistico realizzato sotto forma di libro, spesso pubblicato come edizione numerata a tiratura limitata, sebbene a volte sia prodotto come oggetto unico e venga chiamato appunto unique.
I libri d'artista sono stati prodotti usando una vasta gamma di forme, tra cui rotoli, pieghevoli, concertine, fogli rilegati o liberi contenuti in scatole. Gli artisti si sono occupati di stampa e produzione di libri da secoli, ma il libro d'artista si è affermato principalmente nel XX secolo.

"I libri d'artista sono libri o oggetti a forma di libro sulla foggia, configurazione e aspetto finito dei quali l'artista ha avuto un'elevata capacità di controllo; dove il libro è considerato come opera d'arte in se stessa." Stephen Bury

## Evoluzione e diffusione

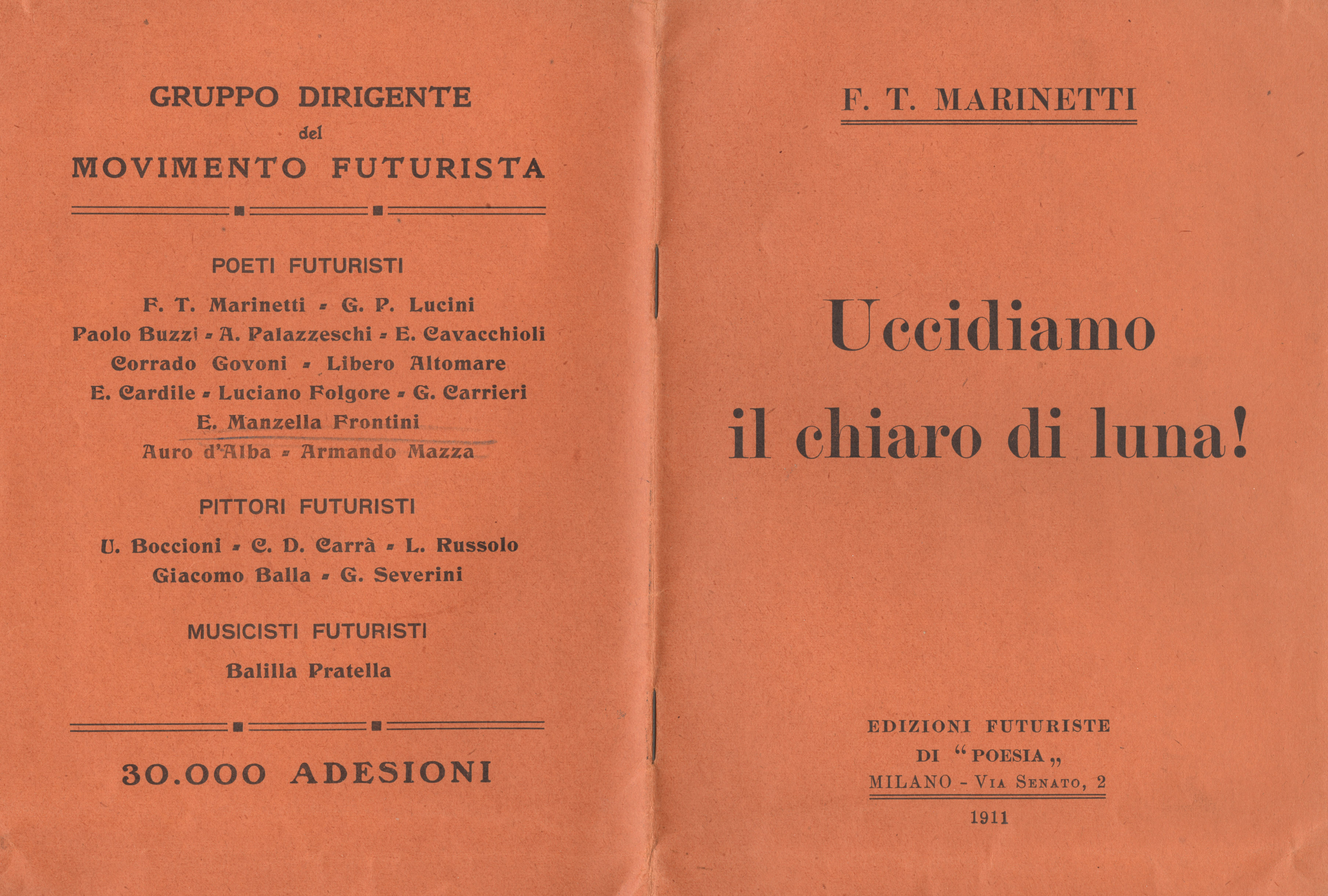
EDIZIONI FUTURISTE DI "POESIA,, 1911 - raccolta Gesualdo Manzella Frontini

Il libro d'artista nasce, nell'accezione più diffusa e condivisa, con le Avanguardie storiche del Novecento ed in particolare con il Futurismo; nel brano di Marinetti del 1922 dal titolo Gli indomabili si teorizza una smaterializzazione del libro consueto per una trasfigurazione e decontestualizzazione in forme e materiali che esaltino il contenuto di un libro-oggetto d'arte o ne indichino un senso inusuale ma sempre nell'esaltazione del valore culturale, formativo, creativo che un libro può ricoprire.
Per realizzare questa esaltazione del libro nascono i "libri indistruttibili" con pagine in latta, copertine in legno spesso serrate con vistosi bulloni, come ad esempio la rilegatura che l'editore Dinamo Azari fece realizzare per il libro Depero futurista.
Fortunato Depero fu tra i primi autori Futuristi a creare 'libri d'Artista' che ora sono visibili al MART di Rovereto (TN) con molti altri esempi di arti - 'pure' ed applicate - di quel movimento tutto italiano che fece capo a Filippo Tommaso Marinetti.
Si sostanzia in 'pezzi unici', o numerati in serie limitate a pochissimi esemplari, realizzati con tecniche miste tra le quali primeggia il collage che si alterna a parti stampate con caratteri tipografici ed a pagine, o frammenti di esse, tratte dalla quotidianità e dal mondo della pubblicità.
Emilio Isgrò negli anni sessanta presentò in gallerie d'arte e alla Biennale di Venezia, nel 1964, opere concettuali in forma di libro d'artista dove l'operazione consiste nella cancellazione di alcune parole o intere righe con forti tratti neri che rendono quasi illeggibile il testo originale dello scrittore-autore del libro.
Questa ed altre operazioni apparentemente 'distruttive' del lavoro creativo altrui, non hanno mai intento offensivo ma tendono ad una risemantizzazione per cercare o creare un 'senso diverso' ad una stessa opera, in linea con le tracce che il Dadaismo ed in particolare Marcel Duchamp lasciarono in eredità dal secondo decennio del XX secolo. Queste operazioni di letterale destrutturazione degli 'originali' spesso hanno contribuito a riportare l'attenzione del pubblico sulle 'parole' e sulle 'immagini' restituendo ad esse il proprio senso, letterale o simbolico.
Il libro d'artista è anche parte integrante dell'Arte postale e viene inteso come 'oggetto' ed insieme 'luogo di cultura' per l'artista e per il fruitore: questa la teoria proposta dalla storica dell'arte Daniela Palazzoli in pubblicazioni note e condivisa dal mondo dell'arte visuale e concettuale. Attuale ed interessante il parallelismo proposto tra libro post-tipografico ed i testi e supertesti che il Web ci mette a disposizione, recuperando un'esperienza sensoriale e non soltanto audio-visiva.
Particolarmente in Francia ed in Belgio sono diffuse le realizzazioni di libri d'artista con parti che riutilizzano materiali esistenti ed altre confezionate con ricami su tessuti o cartoncini colorati, con risultati naif molto decorativi e personalizzati.

## Storia

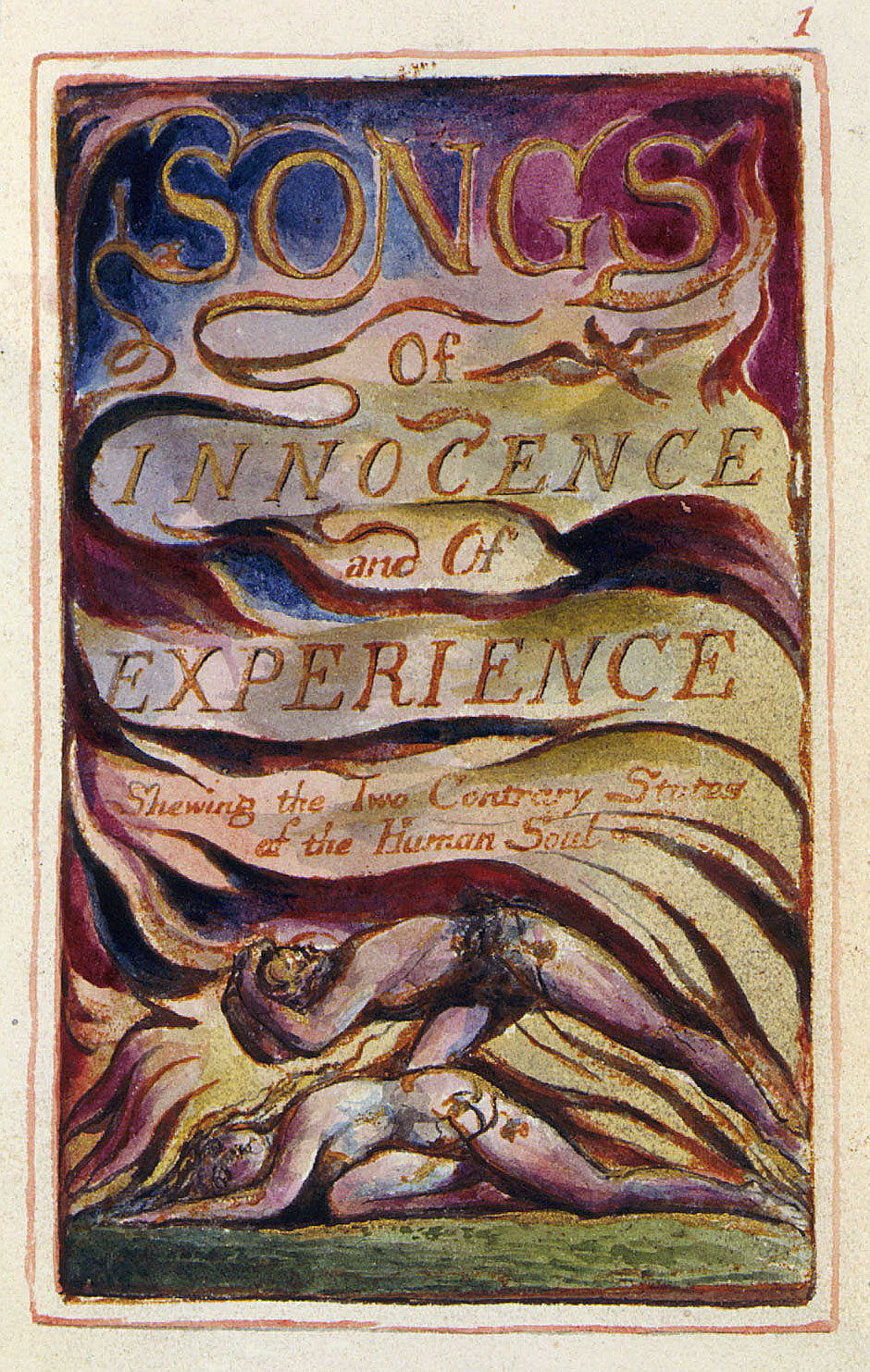
Frontespizio di Songs of Innocence and of Experience di William Blake.

### Origini della forma: William Blake
Gli artisti sono stati impegnati nella produzione di libri in Europa sin dal primo periodo medievale (con opere come il Libro di Kells ed il codice Très riches heures du Duc de Berry), la maggioranza degli studiosi di questa materia citano l'artista visionario e poeta inglese William Blake (1757–1827) quale primo rappresentate diretto.
Libri del tipo Songs of Innocence and of Experience: Shewing the Two Contrary States of the Human Soul (Canzoni dell'Innocenza e dell'Esperienza: rappresentazione dei Due Stati Contrari dell'Anima Umana) furono scritti, illustrati, stampati, colorati e rilegati da Blake e da sua moglie Catherine, e la fusione di testi e immagini fatti a mano creava opere intensamente vivide ed ermetiche senza precedenti evidenti. Queste opere avrebbero poi impostato il tono dei libri d'artista, collegando l'autoedizione e l'autodistribuzione con l'integrazione di testo, immagine e forma. Tutti questi fattori sono rimasti concetti chiave per i libri d'artista fino ad oggi.

## Produzione Avant-garde 1909–1937

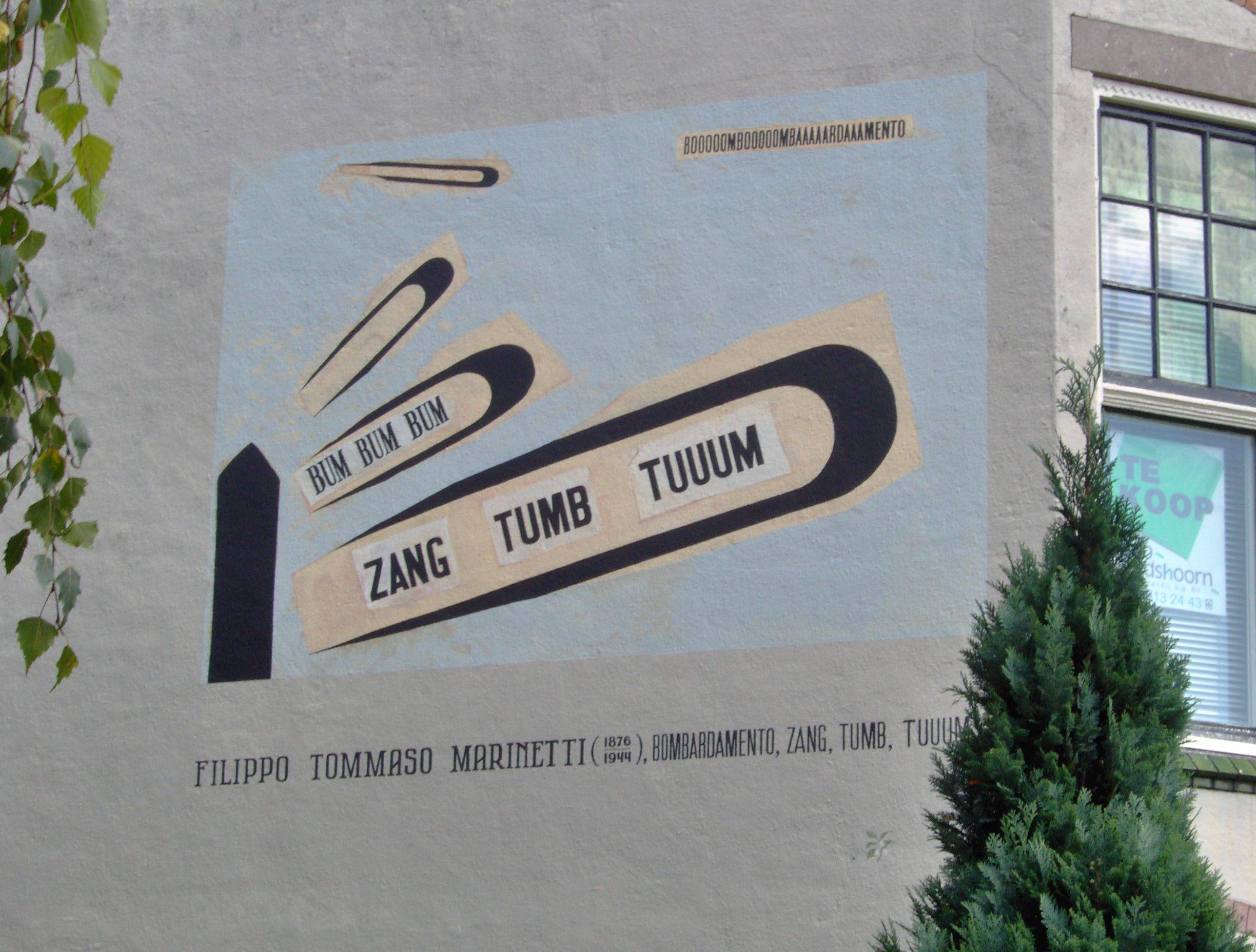
Zang Tumb Tumb, 1914.
Poesia di Marinetti stampata sul muro di un palazzo a Leida, nei Paesi Bassi.

Mentre l'Europa si avviava catastroficamente verso la prima guerra mondiale, vari gruppi di artisti avant-garde del continente cominciarono a concentrarsi su opuscoli, manifesti, cartelloni e libri. Ciò accadeva in parte come modo per farsi pubblicità all'interno di un mondo sempre più dominato dalla stampa, ma anche come strategia per aggirare i sistemi tradizionali di esposizione galleristica, diffondere idee e creare opere economicamente convenienti che potessero (in teoria) essere viste da persone che non frequentavano le gallerie d'arte.
Questo spostamento verso il radicalismo fu esemplificato dai Futuristi italiani, e da Filippo Marinetti (1876–1944) in particolare. La pubblicazione del "Manifesto del futurismo", nel 1909, in prima pagina del giornale francese Le Figaro, fu un audace coup de théâtre che portò a notorietà internazionale. Marinetti utilizzò la fama che ne scaturì per girare l'Europa e far iniziare movimenti futuristi in tutto il continente, che si dedicarono a produrre libri e opuscoli.
A Londra per esempio, la visita di Marinetti affrettò la fondazione del movimento culturale "Vorticista" da parte di Wyndham Lewis, la cui rivista letteraria BLAST è uno dei primi esempi di periodico modernista. Tuttavia, nell'area della creazione artistica di libri, il derivato più influente dei principi futuristi si verificò in Russia. Marinetti la visitò nel 1914, proselitizzando in nome di principi futuristi di velocità, pericolo e cacofonia.

### Futurismo russo 1910–1917

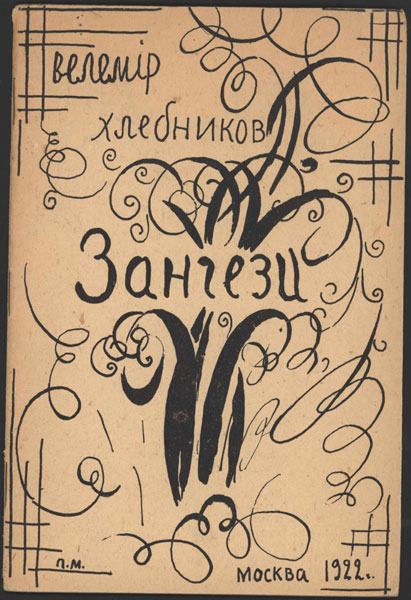
Il libro Zangezi (сверхповесть) di Velimir Chlebnikov (1922), sorta di dramma estatico scritto parzialmente in una lingua inventata.

Basati a Mosca e concentrati nel Gruppo Gileia dei poeti  transmentali (zaum) David e Nikolai Burliuk, Elena Guro, Vasili Kamenski e Velimir Chlebnikov, i futuristi russi crearono una serie continua di libri d'artista che sfidavano ogni ipotesi di produzione ortodossa di libri. Sebbene alcuni dei libri creati da questo gruppo fossero edizioni tipografiche relativamente semplici di poesia, molti altri sperimentarono con forma, struttura, materiali e contenuti che sembrano tuttora attuali.
Opere importanti come Mondindietro (1912), di Chlebnikov e Krucènych, Natal'ja Gončarova, Michail Larionov e Vladimir Tatlin, Boog transmentale  (1915) di Aliagrov e Krucènych & Olga Rozanova e Guerra Universale (1916) di Krucènych, utilizzavano testi scritti a mano, integrati con elementi espressivi in litografia e collage, creando piccole edizioni con drammatiche differenze tra le singole copie. Altri titoli sperimentavano con materiali come la carta da parati, con metodi di stampa tra cui la copia carbone e i poligrafi, e metodi di rilegatura che comprendevano la sequenza casuale di pagine, assicurando quindi che nessun libro avesse lo stesso significato contestuale.
Il Futurismo russo gradualmente si trasformò in Costruttivismo dopo la Rivoluzione russa, centrato intorno alle figure chiave di Kazimir Malevič e Tatlin. Nel tentativo di creare una nuova arte proletaria per una nuova epoca comunista, i libri costruttivisti ebbero anche un enorme impatto su altre avanguardie europee, con opere di design e di testo scritto, come Per la Voce di El Lissitzky (1922), influenzando direttamente i gruppi ispirati o direttamente collegati al comunismo. Il Dada a Zurigo e Berlino, il Bauhaus a Weimar e De Stijl nei Paesi Bassi, stamparono tutti numerosi libri, periodici e opuscoli teorici nell'ambito dell'emergente nuovo stile Modernista Internazionale. Libri d'artista di questo periodo includono il libro di Kurt Schwitters e Kate Steinitz Lo Spaventapasseri (1925), ed il periodico De Stijl di Theo van Doesburg.

### Dada & Surrealismo
Il Dada iniziò presso il Cabaret Voltaire di Zurigo, formato da un gruppo di artisti in esilio in Svizzera durante la prima guerra mondiale. Influenzati originalmente dalla poesia sonora di Vasilij Kandinskij e dal Der Blaue Reiter Almanach che Kandinskij pubblicava insieme a Franz Marc, libri d'artista, riviste, manifesti e teatro dell'assurdo furono al centro di ciascuna delle incarnazioni principali del Dada. Il Dada berlinese in particolare, fondato da Richard Huelsenbeck dopo la sua dipartita da Zurigo nel 1917, pubblicò una quantità di libri artistici incendiari, come quello di George Grosz intitolato La Faccia della Classe Dominante (1921), serie di litografie satiriche a sfondo politico sulla borghesia tedesca.
Per quanto coinvolto principalmente con la poesia e la teoria, il Surrealismo creò numerose opere che continuarono la tradizione francese del Livre d'Artiste, nel contempo sovvertendola. Une semaine de bonté di Max Ernst (1934), collage di immagini prese da libri dell'epoca vittoriana, è un esempio famoso, come anche quello della copertina fatta da Marcel Duchamp per Le Surréalisme (1947), che mostra un seno tattile tridimensionale fatto di gomma rosa.
Un importante scrittore/artista russo che creò libri artistici fu Aleksej Remizov. Prendendo spunto dalla letteratura russa medievale, nei suoi libri d'artista combinava insieme sogni, realtà e fantasia pura.

## Postmodernismo e pop art

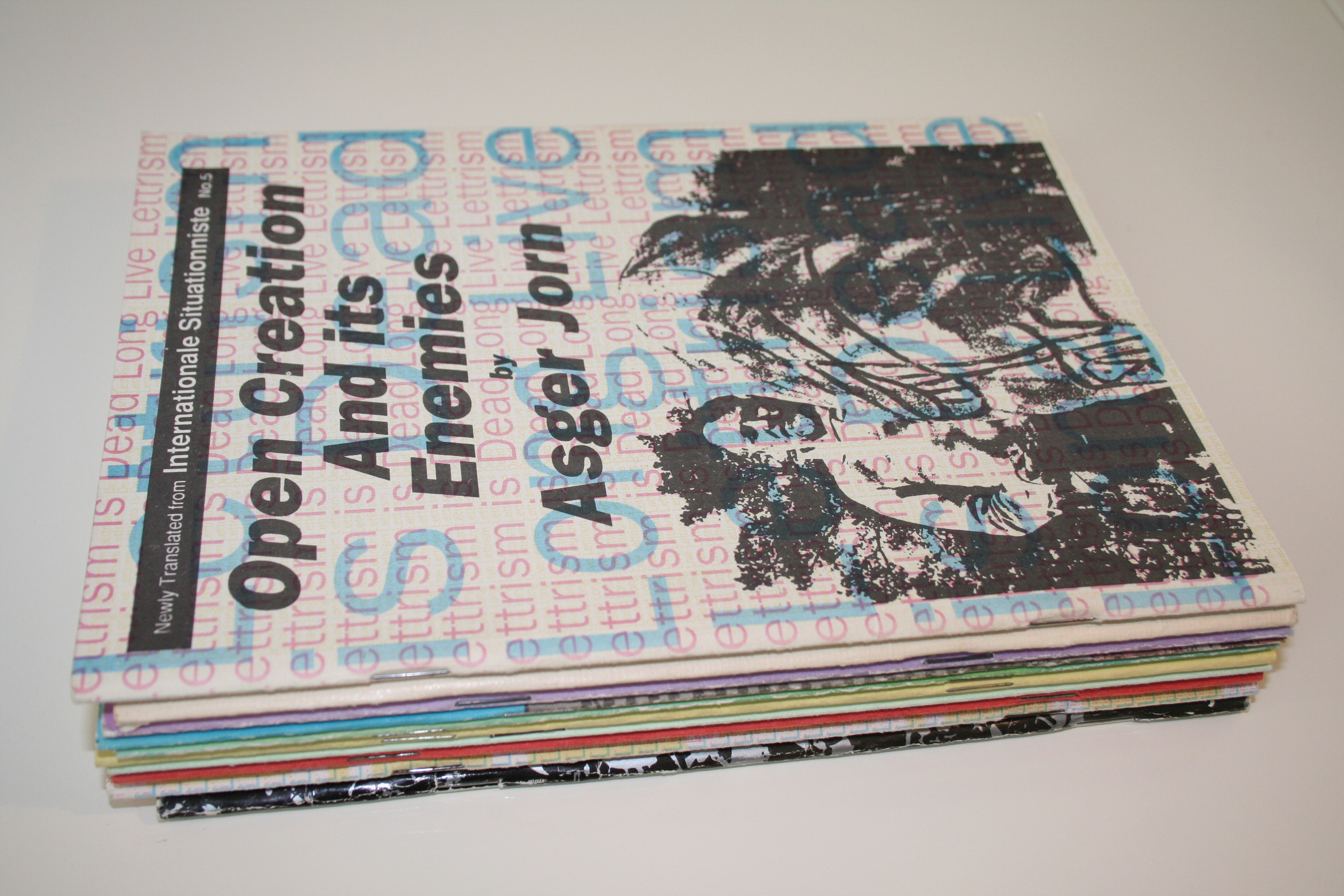
Opuscoli artistici pubblicati da Unpopular Books, tra cui la traduzione inglese di Creation Ouvert di Asger Jorn.

### Ripresa dell'Avant-garde
Dopo la seconda guerra mondiale, molti artisti in Europa tentarono di ricostruire i collegamenti al di fuori dei confini nazionali e usarono il libro d'artista come modo di sperimentazione con la forma, diffondendo idee e instaurando legami con gruppi affini in altri paesi.
(Dieter Schwarz)
Dopo la guerra, un certo numero di importanti artisti e poeti iniziarono ad esplorare le funzioni e le forme del libro "in modo serio". I poeti concreti del Brasile, quali Augusto e Haroldo De Campos, gli artisti Cobra nei Paesi Bassi e Danimarca, e i lettristi francesi cominciarono tutti a decostruire il libro sistematicamente. Un noto esempio di tali esplorazioni è Le Grand désordre di Isidore Isou (1960), un'opera che sfida lo spettatore a ricomporre il contenuto di una busta in una parvenza di narrazione. Due altri esempi di poeti-artisti il cui lavoro fornì modelli per la composizione di libri d'artista sono Marcel Broodthaers e Ian Hamilton Finlay.
In Francia, Yves Klein sfidava l'integrità modernista con una serie di opere come Yves: Peintures (1954) e Dimanche (1960) che mettevano in discussione questioni di identità e di doppiezza. Altri esempi di questo periodo sono le due collaborazioni di Guy Debord e Asger Jorn, Fin de Copenhague (1957) e Mémoires (1959), due opere di Psicogeografia create da riviste trovate a Copenaghen e a Parigi rispettivamente, messe in collage e poi stampate in colori scollegati.

### Dieter Roth e Edward Ruscha
Noto per aver definito il moderno libro d'artista, Dieter Roth (1930-1998), produsse nel corso degli anni Cinquanta e Sessanta una serie di opere che sistematicamente decostruiscono la forma del libro, sconvolgendo l'autorità del codex tramite la creazione di libri con fori (per es. Picture Book, 1957) che consentono allo spettatore/lettore di vedere più di una pagina allo stesso tempo. Roth è stato anche il primo artista a riutilizzare fumetti e libri usati, sguardie di stampa e giornali, (come per es. il Daily Mirror, 1961 e AC, 1964). Sebbene originariamente prodotti in Islanda in edizioni estremamente piccole, i libri di Roth vennero prodotti in tirature sempre più grandi, tramite numerose case editrici in Europa e Nord America, e finirono per essere ristampati tutti insieme dalla casa editrice tedesca Hansjörg Mayer nel 1970, rendendoli più ampiamente disponibili nell'ultimo mezzo secolo di qualsiasi altro libro d'artista comparabile.
Quasi contemporaneamente negli Stati Uniti d'America, Ed Ruscha (n. 1937) stampava il suo primo libro, Twentysix Gasoline Stations,Vedi immagine in testa nel 1963 in un'edizione di sole 400 copie, ma ne ristampò circa 4000 entro la fine del decennio. Il libro è direttamente correlato ai diari di viaggio fotografici americani, come ad esempio quello di Robert Frank intitolato The Americans (Gli americani) (1965), ma si occupa di un banale viaggio tra la casa Ruscha a Los Angeles e quella dei suoi genitori in Oklahoma. In una delle innovazioni che definiscono il genere, Ruscha scelse di distribuire l'edizione originale nelle stazioni di benzina che lui aveva fotografato, quindi tralasciando completamente i mezzi tradizionali di diffusione solitamente usati dal mondo dell'arte. Come Roth, Ruscha creò quindi una serie di libri omogenei nel corso di tutti gli anni Sessanta, tra cui Every Building on the Sunset Strip, 1966 e Royal Road Test, 1967.

### Fluxus eMultiplication

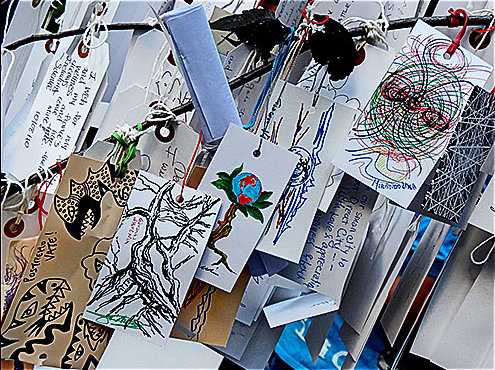
Immagine e poesia nel Wish Tree di Yōko Ono, MOMA 2010.

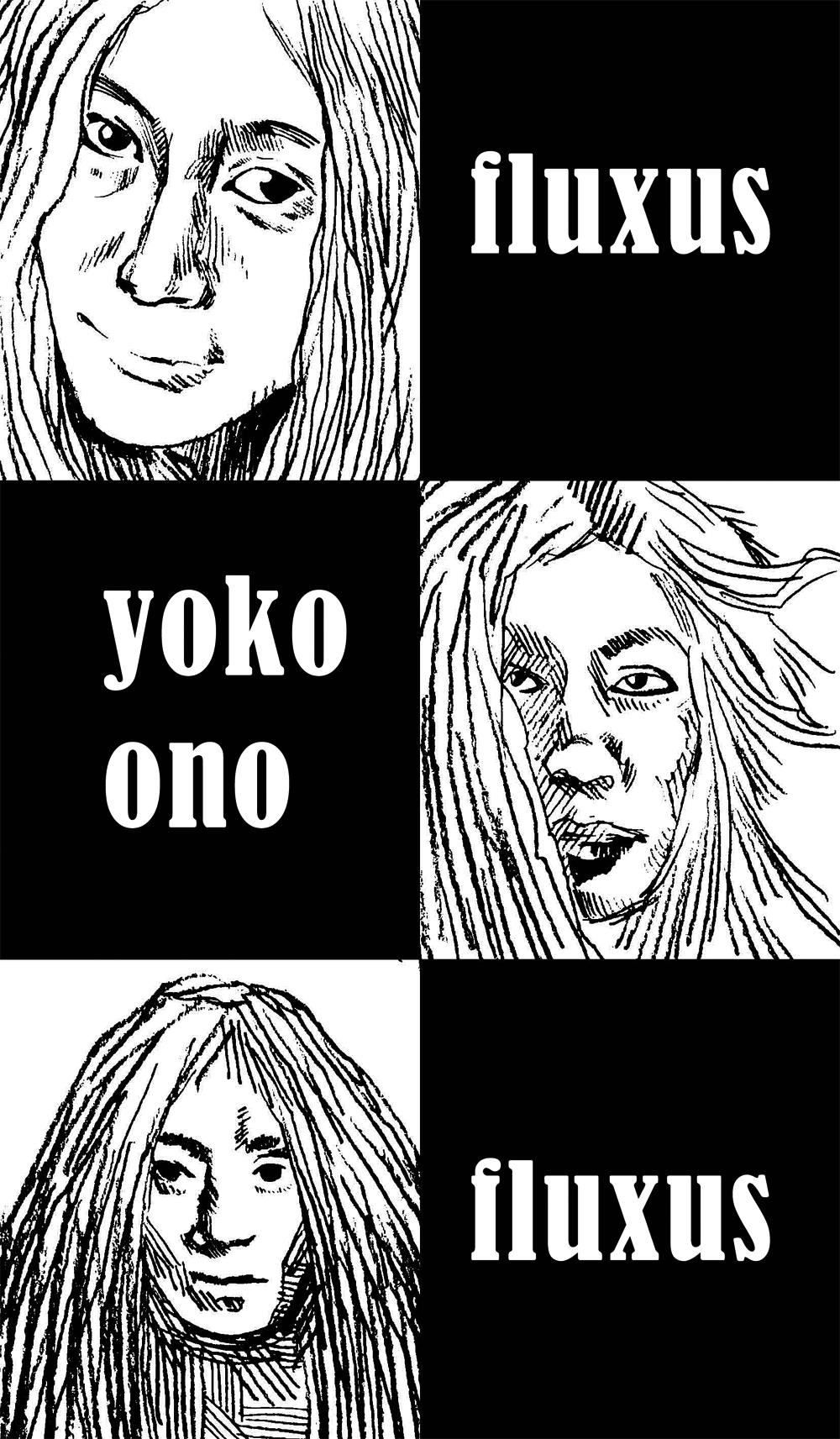
I Fluxus di Yōko Ono.

Generato dalle classi di Composizione Sperimentalista di John Cage tra il 1957 ed il 1959 presso la New School for Social Research, Fluxus è un gruppo dichiaratamente neo dadaista che nasce nel 1961 e svolge la maggior parte della sua attività in Germania anche se ad esso aderiscono numerosi artisti americani. Il movimento scaturisce da un'idea del lituano-americano George Maciunas (1931-1978) ed i suoi componenti si identificavano sia con la musica e la poesia sperimentale sia con le arti visive. Maciunas insisteva sul fatto che fluxus non poteva limitarsi ad un solo ambito di attività o identificarsi con le idee tradizionali sullo stile artistico. Fondò quindi la AG Gallery di New York nel 1961, con l'intenzione di organizzare eventi e vendite di libri artistici e multipli di artisti che gli piacevano: la galleria chiuse entro un anno, apparentemente senza aver venduto nemmeno un articolo. Nel 1962 Maciunas promosse il Fluxus Festival allo Stadtische Museum di Wiesbaden (Germania); le tappe successive, che segnarono la rapida diffusione del movimento in Europa e in Asia, furono Copenaghen, Parigi, Düsseldorf, Amsterdam, L'Aia, Londra, Nizza, e successivamente in Giappone.
Il movimento è sopravvissuto al suo creatore e annovera una lista di membri in continua evoluzione, con artisti che includono George Brecht, Giuseppe Chiari, Charlotte Moorman, Wolf Vostell, Joseph Beuys, Ben Patterson, Daniel Spoerri, Yōko Ono, Emmett Williams e Nam June Paik.
Fluxus rivendica l'intrinseca artisticità dei gesti più comuni ed elementari e promuove lo sconfinamento dell'atto creativo nel flusso della vita quotidiana, in nome di un'arte totale che predilige come ambiti elettivi d'espressione soprattutto la musica, la danza, la poesia, il teatro e la performance, nascono appunto gli Happening - luoghi dove l'arte assume diverse forme, antidogmatiche e libertarie, e dove anche il fruitore assume un ruolo diverso. Libri d'artista e multipli sono centrali all'ethos di Fluxus, che disdegna le gallerie e le istituzioni, rimpiazzandole con l'arte nella comunità, e la definizione di quello che il libro è o non è diviene estremamente elastica durante tutto il primo decennio del movimento. Molte delle edizioni Fluxus condividono le proprie caratteristiche con entrambe le forme succitate, libro artistico e multiplo: per esempio Water Yam di George Brecht  (1963), comporta una serie di partiture raccolte in una scatola; altre partiture sono messe insieme in una scatola rilegata che forma l'opera artistica Grapefruit di Yōko Ono (1964). Un altro esempio famoso è quello della Salsiccia di letteratura di Dieter Roth, uno dei molti artisti associati a Fluxus nel corso della sua storia; tutti erano fatti di libri macerati mescolati con cipolle e spezie insaccate in pelle di salsiccia. Letteralmente libri, ma totalmente illeggibili.
(Joan Lyons.)

### Arte concettuale

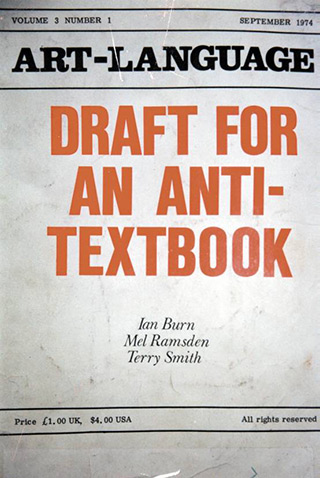
Fotografia graffiata della copertina di Art-Language, Vol.3 No.4, 1974.

Il libro d'artista si è dimostrato determinante per lo sviluppo dell'Arte concettuale. Lawrence Weiner, Bruce Nauman e Sol LeWitt nel Nord America, Art & Language nel Regno Unito e Jaroslaw Kozlowski in Polonia hanno usato tutti il libro artistico come parte centrale della loro pratica d'arte. Uno dei primi esempi, l'esposizione 5–31 gennaio 1969 organizzata in spazi d'ufficio affittati a New York da Seth Siegelaub, non mostravano altro che una pila di libri d'artista, anche loro chiamati 5-31 gennaio 1969 e con opere prevalentemente testuali di Lawrence Weiner, Douglas Huebler Joseph Kosuth e Robert Barry. Il Brick Wall (Muro di mattoni) di Sol LeWitt (1977), per esempio, racconta semplicemente il passaggio delle ombre lungo un muro di mattoni, mentre Realtà di Kozlowski (1972) prende una sezione di Critica della ragion pura di Kant, rimuove tutto il testo e ci lascia solo la punteggiatura. Un altro esempio è Einbetoniertes Buch (Libro in cemento), 1971 di Wolf Vostell.

### Proliferazione e reintegrazione nel convenzionale
Con l'ampliarsi della forma, molti degli originali elementi distintivi dei libri d'artista sono andati persi, offuscati o trasgrediti. Artisti come Cy Twombly e Anselm Kiefer producono regolarmente libri artigianali unique, fatti a mano in una reazione deliberata contro le piccole edizioni di massa prodotte dalle generazioni precedenti; Albert Oehlen, per esempio, pur mantenendo i libri artistici come centrali nella sua produzione, ha creato una serie di opere che hanno molto più in comune con i taccuini vittoriani. Un ritorno all'estetica a basso costo prodotta in serie è stato evidenziato fin dai primi anni 1990, con artisti come Mark Pawson e Karen Reimer, che usano la produzione di massa a buon mercato come attività centrale delle loro composizioni.
Anche gli artisti contemporanei e postconcettuali hanno fatto del libro d'artista un aspetto importante della loro attività, specialmente nomi quali William Wegman, Bob Cobbing, Martin Kippenberger, Raymond Pettibon e Suze Rotolo.

### Libro povero
Iniziato dall'artista francese Daniel Leuwers, les Livres pauvres invita ad un dialogo tra poesia e pittura al quale hanno già partecipato Michel Butor, Yves Bonnefoy, François Cheng, Bernard Noël, Salah Stétié, Andrée Chedid, Nancy Huston, Annie Ernaux, Michel Tournier... ed i pittori Pierre Alechinsky, Gérard Titus-Carmel, Claude Viallat*, Jean-Luc Parant, Georges Badin, Beatrice Casadesus, Mario de Maio, Richard Texier tra i tanti altri.

## Ricezione critica

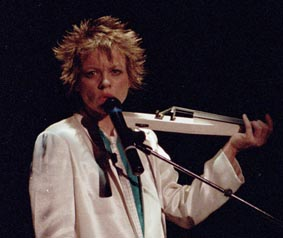
La musicista Laurie Anderson nel 1986 durante le riprese dell'album Home of the Brave.

Nei primi anni 1970, il libro d'artista cominciò ad essere riconosciuto come un genere distinto e con questo riconoscimento arrivò anche l'apprezzamento critico e il dibattito sul relativo tema. Furono fondate istituzioni dedicate allo studio e all'insegnamento della forma  (per es. il Center for Book Arts a New York), biblioteche e collezioni di musei d'arte cominciarono a creare nuove rubriche con cui classificare e catalogare i libri d'artista e iniziarono ad ampliare le loro prime collezioni; furono fondate nuove collezioni (come quella di Franklin Furnace, sempre a New York), e numerose mostre collettive di libri d'artista furono organizzate in Europa e in America (in particolare una al Moore College of Art di Philadelphia nel 1973, il cui catalogo, secondo Stefan Klima nel suo Artists Books: A Critical Survey of the Literature, è il primo posto dove il termine "libro d'artista" è stato usato). Furono anche create librerie specializzate in libri artistici, di solito gestite da artisti, tra cui Ecart nel 1968 (Ginevra), Other Books e So nel 1973 (Amsterdam), Art Metropole nel 1974 (Toronto) e Printed Matter a New York nel 1976. Tutti avevano programmi di pubblicazione che svilupparono nel corso degli anni e gli ultimi due sono ancora attivi a tutt'oggi.
Negli anni '80 il consolidamento in questo campo si intensificò, con un forte aumento di produzioni, più commercializzazione e anche la comparsa di un certo numero di pubblicazioni critiche dedicate a questa forma espressiva. Per esempio, nel 1983 Cathy Courtney iniziò una rubrica regolare sul periodico londinese Art Monthly (Courtney contribuì articoli per 17 anni e la stessa rubrica continua correntemente con differenti contributori). La Library of Congress statunitense adottò il termine artists books nel 1980 nel suo elenco di materie approvate.
Negli ultimi decenni il libro d'artista si è sviluppato anche come Album discografico d'artista, concetto introdotto da Laurie Anderson nelle nuove forme di media come "CD-ROM d'artista" e "DVD-ROM d'artista".

## Problematiche e dibattiti
Una serie di questioni in merito al libro d'artista sono state vigorosamente dibattute e alcuni dei principali temi in esame sono stati:
1. Definizione del Libro d'artista: distinzioni tra i termini «libro d'artista», «arte del libro», «opere librarie», livre d'artiste, «libri preziosi», ecc.
2. Dove situare il libro d'artista in relazione alle tradizioni di Artigianato e Belle Arti.
3. Se mettere l'apostrofo al qualificativo, nell'usare arte, artista, artistico.
4. Quando la rivista diventa libro? Vedi esempi su questa pagina stessa, dove spesso si mostrano riviste e non libri.

## Mostre
Mostre di libri d'artista sono sempre più diffuse anche in Italia; nel 2009 grande interesse ha suscitato Un libro in maschera a cura della studiosa Gioia Mori, proposta a Milano dal 22 aprile al 21 settembre 2008 con opere di numerosi artisti che spaziano dalle origini futuristiche delle Avanguardie storiche del Novecento sino ad artisti concettuali contemporanei:
- 1. 	Takako Araki
- 2. 	Mirella Bentivoglio
- 3. 	Franco Berdini
- 4. 	Christo
- 5. 	Pietro Consagra
- 6. 	Tullio d'Albisola
- 7. 	Raffaele De Bernardi
- 8. 	Fortunato Depero
- 9. 	Chiara Diamantini
- 10. 	Andrea Fortina
- 11. 	Omar Galliani
- 12. 	Petra Giacomelli
- 13. 	Emilio Isgrò
- 14.         Gian Ruggero Manzoni
- 15. 	Federica Marangoni
- 16. 	Filippo Tommaso Marinetti
- 17. 	Giuseppe Mestrangelo
- 18. 	Bruno Munari
- 19. 	Gianfranco Notargiacomo
- 20. Mimmo Paladino
- 21. 	Giulio Paolini
- 22. 	Arnaldo Pomodoro
- 23. 	Greta Schödl
- 24. 	Luigi Serafini
- 25. 	Franca Sonnino
- 26. 	Lu Tiberi
- 27. 	Emilio Vedova
- 28. 	Maria Lai

come si nota si va dal Novecento a oggi e con materiali di ogni tipo, dal vetro soffiato alla sabbia, dal metallo, come Parole in libertà futuriste tattili (1932) di Filippo Tommaso Marinetti con Tullio d'Albisola al cuoio... e altro ancora, come L'angurialirica (1934) di Tullio d'Albisola e Bruno Munari.

## Galleria d'immagini

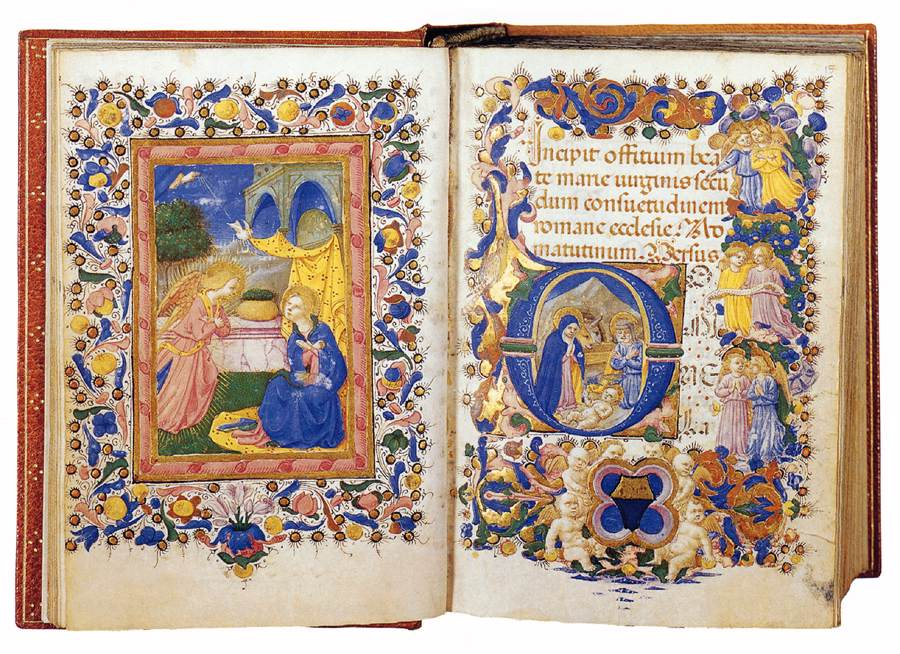
Libro delle Ore del miniatore Zanobi Strozzi, 1445
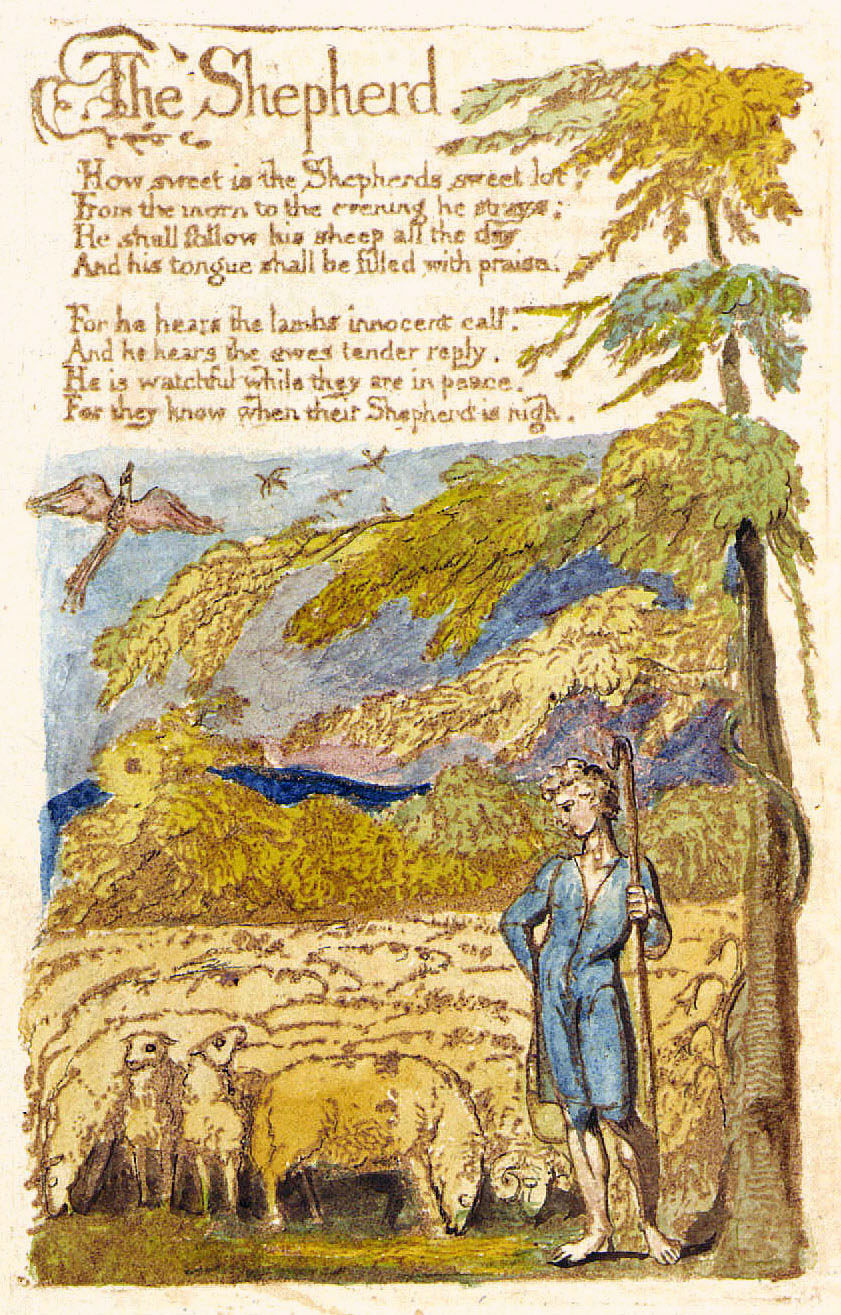
William Blake, Songs of Innocence and of Experience, copia C, 1789, 1794 (Library of Congress) object 5
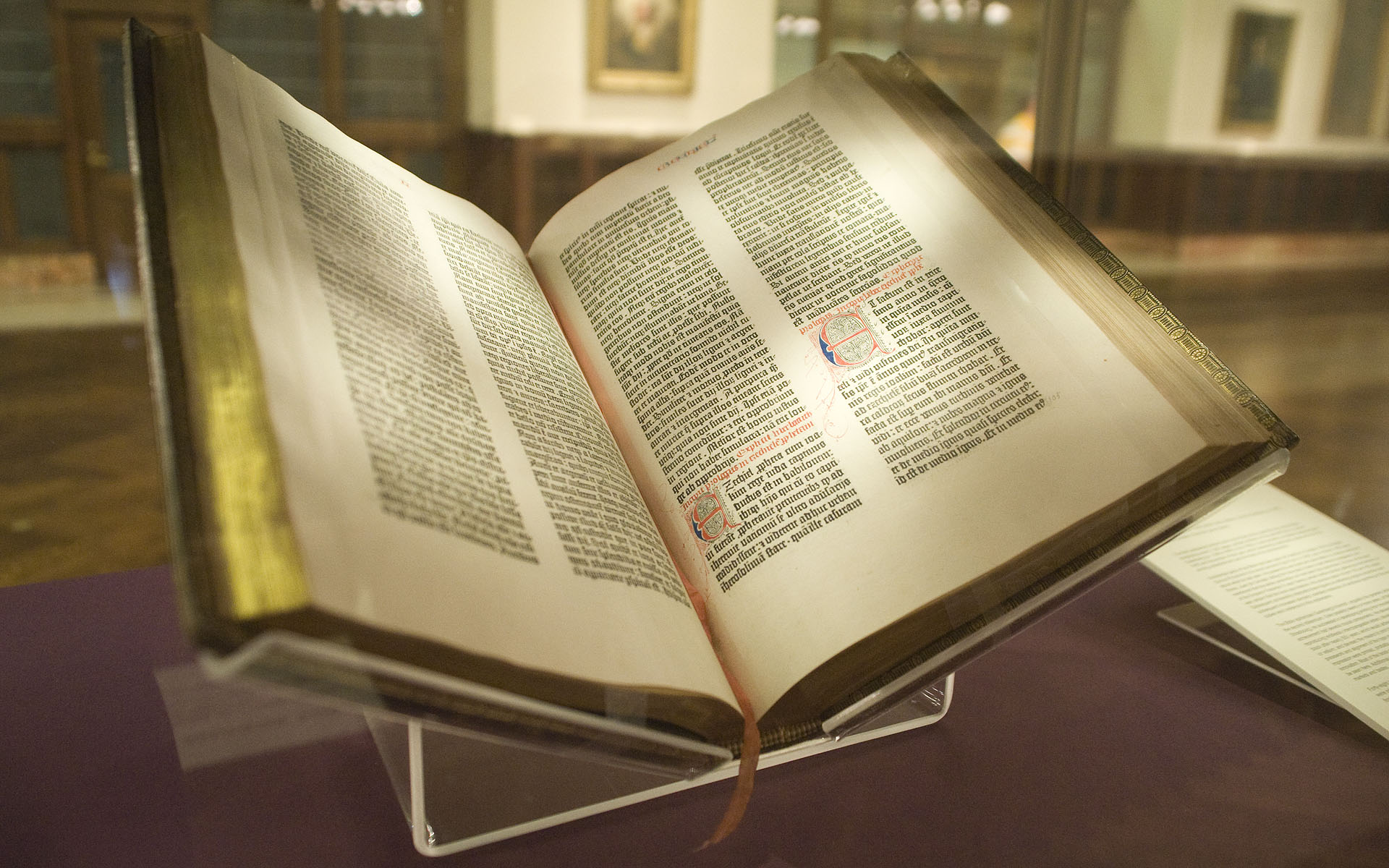
La Bibbia di Gutenberg, molto lodata per il suo valore estetico e qualità artistiche
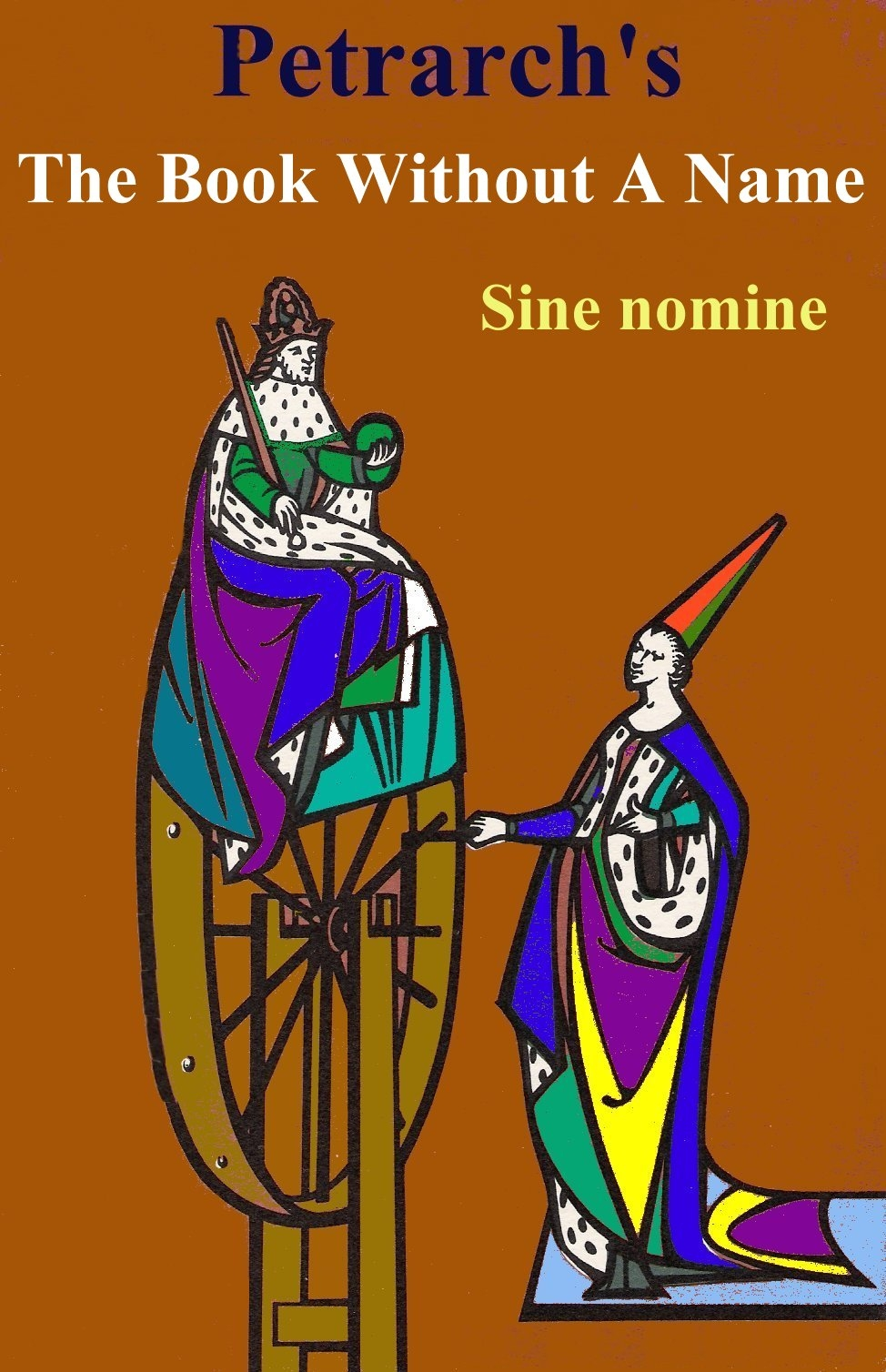
Liber sine nomine (Libro senza nome)[28] di Petrarca, Parigi 1470 c.